# Locul fosilifer Svinița
Locul fosilifer Svinița este o arie protejată de interes național ce corespunde categoriei a IV-a IUCN (rezervație naturală de tip paleontologic) situată în județul Mehedinți, pe teritoriul administrativ al comunei Svinița.

## Localizare
Aria naturală  se află în extremitatea vestică a județului Mehedinți  (în Munții Almăjului și Locvei, pe malul stâng al Dunării), pe teritoriul nord-vestic al satului Svinița, lângă drumul național DN67 care leagă Drobeta Turnu-Severin de municipiul Târgu Jiu .

## Descriere
Rezervația naturală  a fost declarată arie protejată prin Legea Nr.5 din 6 martie 2000, publicată în Monitorul Oficial al României, Nr. 152 din 12 aprilie 2000 (privind aprobarea Planului de amenajare a teritoriului național - Secțiunea a III-a - zone protejate) și se întinde pe o suprafață de 95 hectare. 
Aria protejată este inclusă în Parcul Natural Porțile de Fier și reprezintă o zonă depresionară în Clisura Dunării, unde, în stratele cu conglomerate de calcare și marne(într-un afloriment de 5 km.) se află importante depozite de faună fosiliferă constituită în cea mai mare parte din amoniti, brahiopode (nevertebrate marine bivalve) atribuită perioadei geologice a  jurasicului mediu, ce aparține mezozoicului